# Козубский, Борис Николаевич
Борис Николаевич Козубский (укр. Борис Миколайович Козубський; 4 марта 1886, Житомир — 17 февраля 1953, Мордовия) — украинский общественный и политический деятель, адвокат, журналист.

## Биография
Обучался в Острожской мужской гимназии на Волыни, затем на юридических факультетах Киевского Императорского университета св. Владимира и Харьковского университета.
Затем трудился помощником присяжного поверенного у идеолога и лидера националистического украинского движения конца XIX — начала XX века М. И. Михновского. В 1905 г. вступил в члены Украинской социал-демократической рабочей партии.
Сотрудничал с редактором еженедельника «Слово» Симоном Петлюрой.
С 1916 проживал в Киеве. В 1917 — член Центральной рады Украинской народной республики от кременецкого уезда, председатель городской думы г. Кременец.
После оккупации города был интернирован поляками в лагерь Домбье (1919—1920).
С 1920 — председатель местного филиала «Просвиты» (рус. «Просвещения»). Занимался организацией украинского кооперативного движения в районе Кременца.
С 1922 г. избирался послом (депутатом) польского сейма. Был членом Украинского парламентского клуба, Украинского национально-демократического объединения. Подвергался преследованиям польскими властями. В 1939 был заключëн в концлагерь Береза Картузская.
Со вступлением во Львов гитлеровских войск в июле 1941 был избран членом провозглашенной Украинской национальной рады. После ареста немцами лидеров самопровозглашённого украинского правительства, во время оккупации работал юрисконсультом в Кременце.
В 1944 переехал и работал во Львове корректором в редакции газеты «Вільна Україна», юрисконсультом.
В августе 1948 был арестован органами МВД УССР и приговорен к 25 годам заключения.
Умер в лагере в Мордовии.

## Память
- Именем Б. Н. Козубского названа одна из улиц Кременца. Там же ему установлена мемориальная доска.